# Columna (prensa)
La columna es un artículo de prensa escrito (y a veces firmado), que se modifica cada cierto tiempo en un diario o revista, ofreciendo una opinión o punto de vista sobre un tema de actualidad, o una disquisición por parte del mismo autor. La columna puede ser de aparición diaria, semanal, quincenal o mensual.

## Columnismo en México
EL Perro y la sociedad lectora exigía una escritura más personal y humana que relatara los acontecimientos no solo en forma de hechos. La columna nace como una reflexión o un razonamiento similar al ensayo literario francés, como los escritos de Michel de Montaigne y Francis Bacon. Otro referente de esta corriente periodística fueron los periódicos de Estados Unidos (principalmente en Chicago y New York). 
Se define según [Manuel Buendía] que la columna surge en la historia del periodismo hacia 1872. Los periódicos liberalistas fomentaron las publicaciones de opinión que revelaran una opinión real de los hechos que estaban sucediendo. "El Republicano" superó a su antecesor El Siglo Diez y Nueve, propiciando espacios en sus páginas para el columnista; colocado en un pequeño recuadro en las esquinas de los periódicos y después de esto ya nadie podía detenerlos.
Se utilizó principalmente la columna política para analizar, orientar y dar un marco informativo más amplio, especializado y personal de las noticias tanto locales como nacionales. Desde el periódico "Regeneración" los periodistas críticos han ocupado un lugar importante en la columna política. En Argentina se pueden citar ejemplos de grandes columnistas como Alejandro Borensztein, Jorge Lanata o Joaquín Morales Solá.
El Excélsior que dirigía Scherer en los años sesenta del siglo XX se destacó por representar el nacimiento de los columnistas más importantes de México. Entre ellos se encuentra Manuel Buendía, León García soler, Miguel Ángel Granados Chapa, Ricardo Alemán, Carlos Ramírez.
Carlos Ramírez , columnista político, define a este momento del nacimiento del periodismo en México como una necesidad ante la ausencia de instituciones democráticas en el país. La falta de aparatos legislativos y sistemas o partidos políticos crearon el periodismo y la columna política pues eran el único contrapeso social contra el absolutismo presidencial. Tanta era su importancia que influía directamente en las decisiones de los presidentes.
La creación de la columna como necesidad social en México pretendía nutrir y profundizar la cultura en el país, además de fomentar y crear nuevas expansiones sociales y políticas. Esta forma de escribir busca el equilibrar fuerzas sociales y  darle voz a los que no tienen y responder a la defensa de un proyecto democrático y justo de desarrollo
En los años 50 y 60 se desprestigió el columnismo por revistas donde se les daba espacios a pseudos columnistas que daban simples opiniones sin investigar. Tal es el caso de la revista "¡Siempre!"